# 컨버스 올스타

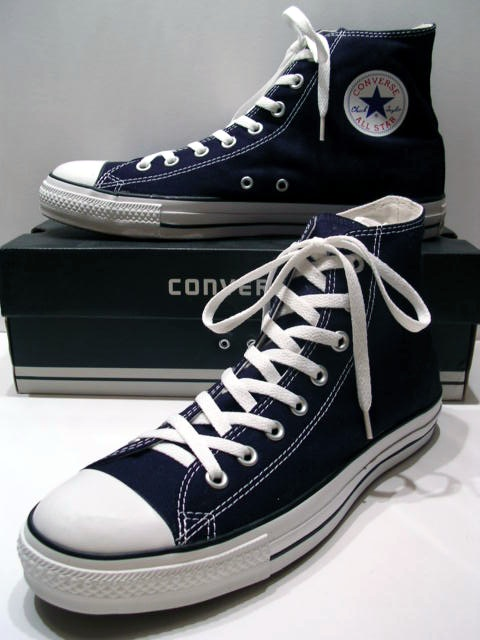
컨버스 올스타

컨버스 올스타(영어: Converse All Stars)는 컨버스가 판매하는 운동화이다.